# One Magyarország
A One Magyarország Zrt. (ejtsd: /wʌn/, ván, 2024. december 31-ig Vodafone) egy telekommunikációs cég Magyarországon. Működését 1999. november 30-án kezdte meg, miután megszerezte az ország harmadik GSM 900/1800 MHz-es engedélyét, és az első szolgáltató volt, amely a DCS-1800-as sávban működött Magyarországon. A One az ország második legnagyobb mobilszolgáltatója a Magyar Telekom mögött, megelőzve a Yettel Magyarországot; 2021 második negyedévében kb. 27%-os piaci részesedéssel rendelkezett.
A Coface CEE Top 500 rangsor szerint 2021-ben és 2022-ben Magyarország 47., illetve 54. és Közép- és Kelet-Európa 331., illetve 481. legnagyobb forgalmú vállalata.

## Hálózati információk
A One Magyarország (korábban Vodafone Magyarország) mobilországkódja (MCC): 216, mobilhálózati kódja (MNC): 70 (nemzetközi hívószáma: +36 70).
A One Magyarország operátor neve: One HU
A One GSM, GPRS, EDGE hálózatot üzemeltet 900/1800 MHz-en, korábban HSDPA+ hálózatot üzemeltetett 900/2100 MHz-en, valamint jelenleg a GSM, GPRS, EDGE mellett LTE és LTE-A hálózatot üzemeltet (800/1800/2600 MHz)-en, valamint (1800/2600 MHz)-en. A vállalat több mint 2600 aktív BTS (Base Transciever Station) állomással rendelkezik, és a 2011-es korszerűsítésnek köszönhetően a teljes hálózat alkalmas LTE átvitelre. A GSM hálózat 98,6%-ban, míg a 3G hálózat Magyarország 90,1%-át fedte le 2012 májusában.

## Szolgáltatások

### Telefon
- Vezetékes telefonszolgáltatás kiegészítő csomagokkal: digitális vezetékes telefonszolgáltatás. (VoIP)
- Mobilszolgáltatás: A One saját GSM mobiltelefon szolgáltatása.

### Internet
- HFC (Hibrid Fiber-Coaxial): A központ és a szétosztó csomópont (Node) között optikai gerincvezeték fut, ahonnan koaxiális kábelen jut el az internet kapcsolat az előfizetőkhöz. Jellemzően kábeltelevíziós hálózatokon használják. (DOCSIS technológia)
- FTTC (Fiber to the Curb/Cabinet): Az optikai kábel csak egy közeli oszlopig vagy utcai elosztószekrényig ér el, onnan DSL vagy koaxiális kábel viszi tovább az adatokat.
- FTTB (Fiber to the Building/Basement): Az optikai kébel az épületig ér el, onnan réz (például: Ethernet, koax) vagy más technológia viszi tovább a jelet a lakásokba.
- FTTH (Fiber to the Home): Az optikai szál közvetlenül az előfizetők lakásáig vagy a házukig ér el. (Ez a leggyorsabb és legstabilabb megoldás.)

### OneTV

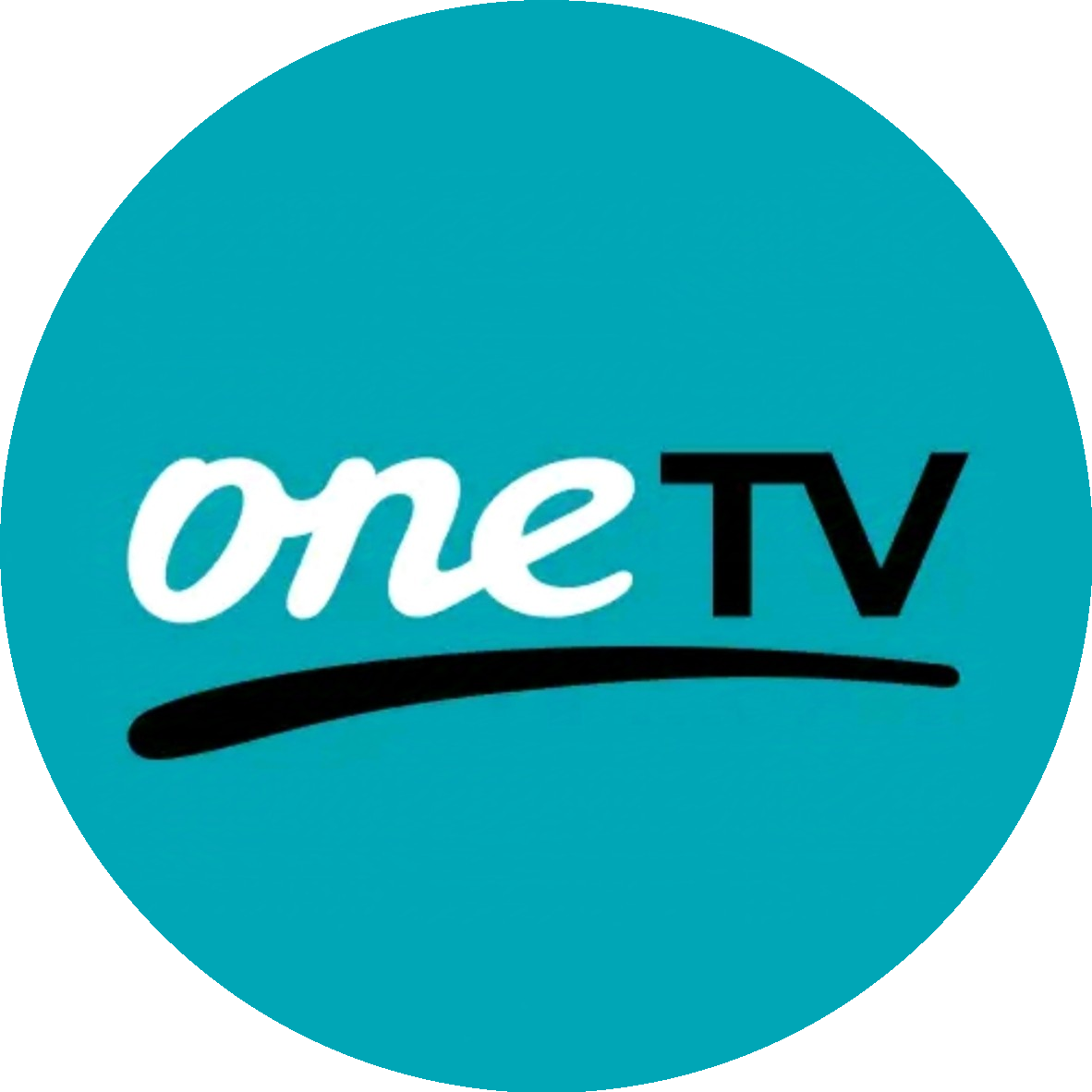
A OneTV logója

A OneTV 2024 őszén indult modern televíziós platformot a One Magyarország vezette be. Egyetlen felületen integrálja a lineáris csatornákat, az igény szerinti (on-demand) tartalmakat, valamint a streaming szolgáltatásokat (YouTube, a Netflix, és a HBO HBO Max).
A program különböző eszközökön (például: okostelefon, táblagép, okostévé) érhető el, rugalmas és kényelmes hozzáférést biztosítva bárhol és bármikor. A OneTV alkalmazás elérhető a Google Play Áruházban és az App Store-ban.

#### One TV szolgáltatások
- IPTV: üvegszálas technológián keresztül nyújtott, hagyományos tévékészülékeken fogható, interaktív televíziós szolgáltatás, amely segítségével számos csatorna HD minőségben is elérhető.
- Kábeltelevízió: kábelhálózaton továbbított digitális televízió (DVB-C) szolgáltatás, amely nagy felbontású, HD minőségű adások sugárzását is lehetővé teszi.
- Műholdas TV: A műholdas televízió egy olyan műsorszórási rendszer, amely a televíziós jeleket műholdakon keresztül sugározza a Földre, és egy parabolaantenna segítségével fogható.
- Földfelszíni TV: A földfelszíni televízió olyan műsorszórási rendszer, amely adótornyokról sugározva és antennák segítségével vételezve továbbítja a digitális televízió adását (DVB-T) közvetlenül a háztartásokba, kábeles vagy műholdas kapcsolat használata nélkül.

## Története
1999. július 7-én a V.R.A.M. és a Primatel alkotta konzorcium nyerte el a harmadik GSM 900/1800-as magyarországi engedélyt. A megállapodás 1999. november 30-i aláírását követően a konzorcium Vodafone márkanév alatt indította el hálózatát. A kezdeti években a Vodafone a fő versenytársak, a Westel (ma Telekom) és a Pannon GSM (ma Yettel) hálózatának tornyait használta, míg saját hálózata csak Budapesten és más nagyvárosokban volt elérhető. 2002 végére az ország 90%-át lefedték.
A szolgáltató indulásakor az Antenna Hungária 20% tulajdonrésszel rendelkezett a vállalatban. 2001-ben 30%-ra növelte a részesdését.
2002 júliusában a Vodafone bejelentette, hogy átalánydíjas GPRS-internetajánlatot tesz közzé, amely korlátlan internet-hozzáférést biztosít ügyfelei számára. 2003-ban a Vodafone megváltoztatta a szolgáltatás feltételeit és forgalmi korlátozásokat vezetett be, ami miatt sok ügyfél panaszt tett a szabályozó hatóságoknál. 2003. január 30-án a vállalat elindította a Vodafone live! szolgáltatást, és még ugyanebben az évben a Vodafone ügyfélköre meghaladta az 1 milliót.
2004 szeptemberében az Antenna Hungária Vodafone Magyarország Rt-ben meglévő részesedését eladta a Vodafone Internationalnek. 2004 decemberében a Vodafone megvásárolta a harmadik magyarországi 3G licencet az NHH 2004-es UMTS-tenderén.
2005-ben a Vodafone elindította a Vodafone Passport szolgáltatást, amely akkoriban 17 országban volt elérhető. 2005. december 16-án indították el az ország harmadik 3G hálózatát, amely csak Budapest belső kerületeiben volt elérhető. 2006 novemberében a vállalat új alternatívát kínált a vezetékes telefonálóknak. A Vodafone Otthon szolgáltatás lehetővé tette az ügyfelek számára, hogy egyetlen készülékkel kombinálják a vezetékes és a mobil távközlés előnyeit.
2007-ben a vállalat új, átalánydíjas, korlátlan internetszolgáltatást jelentett be a HSDPA-hálózaton. A feltételek később megváltoztak, és a Vodafone 5 GB/hó forgalom felett sávszélesség-korlátozást vezetett be. A GVH, a magyarországi versenyfelügyelet bírságot szabott ki a vállalatra. 2008-ban a Vodafone az UMTS-infrastruktúra beszállítójaként a Huawei-re váltott. 2008-ban a vállalat ingyenes hálózaton belüli szöveges üzeneteket vagy perceket kínált minden előre fizetett ügyfélnek, amennyiben 3000 forinttal vagy annál nagyobb összeggel töltötték fel egyenlegüket. Ugyanebben az évben a vállalat ingyenes hálózaton belüli szöveges üzeneteket vagy perceket kínált minden előre fizetett ügyfélnek.
A Vodafone Magyarország a Magyar Postával együtt 2009-ben indította el az első Postafon márkanév alatt működő MVNO-t Magyarországon. A szolgáltató ez idő tájt tesztelte az LTE technológiát Budapesten. Bevezette a Vodafone Plus postpaid csomagot is, amely a magyar piacon elsőként korlátlan hang- és szöveges szolgáltatásokat kínált.
A GVH 2010-ben a Vodafone-t és a T-Mobile-t is megbírságolta. Mindkét vállalat azt állította, hogy a leggyorsabb mobil adathálózattal rendelkezik az országban, anélkül, hogy erre észszerű bizonyítékot szolgáltatott volna.
2011-ben a Vodafone bejelentette hálózati infrastruktúrájának korszerűsítését. A hálózatmodernizációs folyamat 2012 márciusában fejeződött be. A Vodafone, miután további sávszélességet biztosított az E-GSM sávban, elindította az országos HSDPA+ hálózatot, amely nagyjából 9,5 millió ember számára érhető el az országban. A 21 Mbit/s sebességű HSDPA+ hálózat 2012 júliusától 2432 településen, míg a 42 Mbit/s sebességű DC-HSPA+ hálózat 101 településen, köztük Budapesten is elérhető lett. A teljes hálózat LTE-képes. 2012 októberében a Vodafone elindította az okostelefon-felhasználóknak szánt RED csomagjait korlátlan hívásokkal és szöveges üzenetekkel. 2012-ben ők voltak az első olyan szolgáltató a piacon, amely átalánydíjas tarifákat kínált.
2012-ben a Vodafone bejelentette, hogy 50%-os vegyesvállalatot hoz létre a Tescóval a Tesco Mobile elindítására. Ez a partnerség volt az első hivatalos együttműködés a két vállalat között a világon. Ugyanezen év decemberében 3G szolgáltatást indított a budapesti metró M2 és M3 vonalain.
2018-ban a Vodafone bejelentette a UPC Magyarország felvásárlását a Liberty Globaltól. A felvásárlás 2019-ben zárult le, 2020 áprilisában pedig a UPC márkanév kivezetésre került.
2020-tól a Vodafone az európai toronyüzletágát (a hálózati eszközök és az adótornyok teljes infrastruktúráját) kiszervezte a Vantage Towers nevű cégbe, így Magyarországon is ők üzemeltetik a hálózatot.

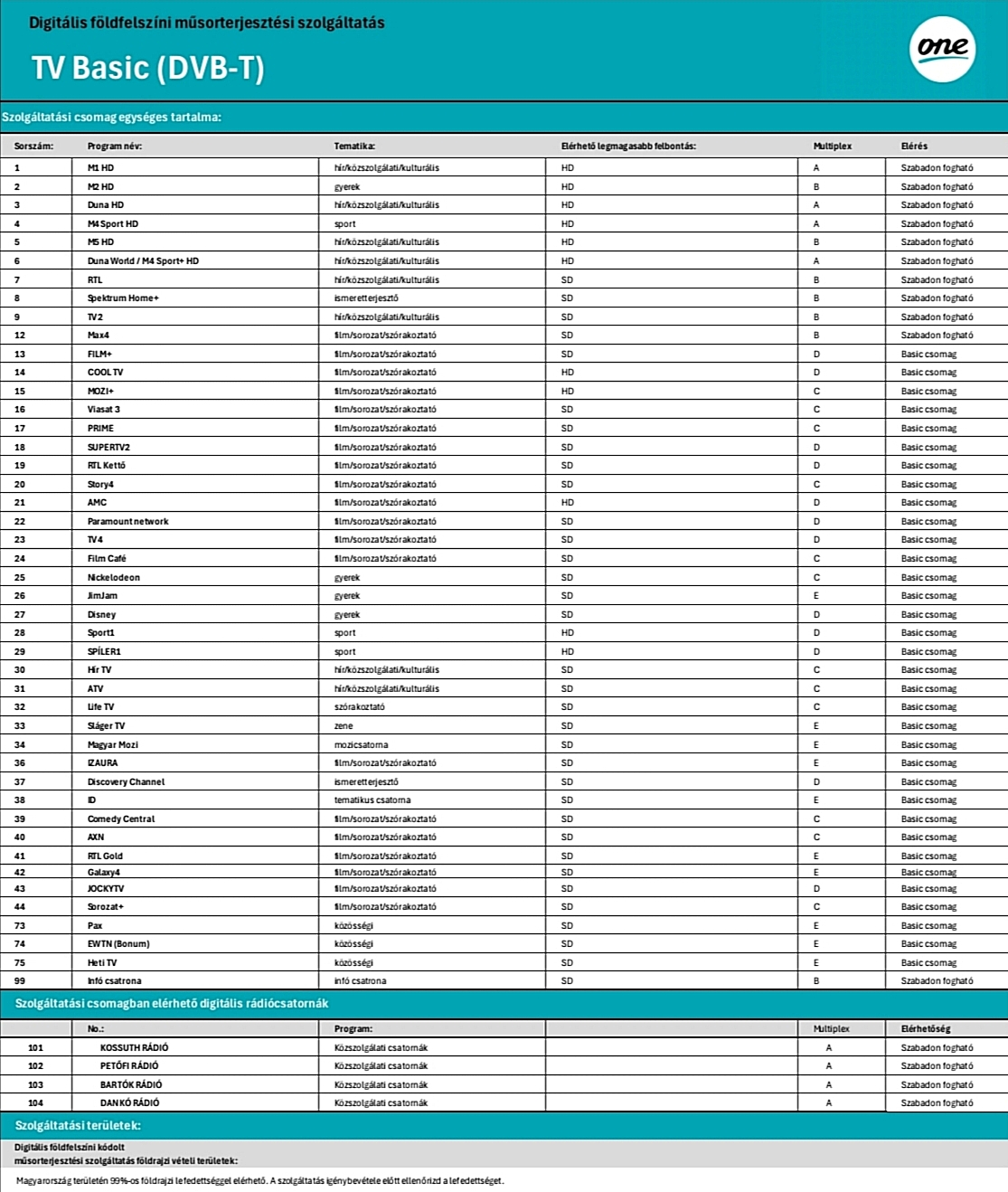
One Földfelszíni TV csatornakiosztása

2022 augusztusában jelentette be a 4iG, hogy a magyar állammal közösen megvásárolják a Vodafone Magyarországot. A felvásárlás 2023. január 31-én zárult le, a vételár 660 milliárd forint volt. Az Antenna Hungária 51 százalékos irányító befolyást, a Magyar Állam tulajdonában álló Corvinus Nemzetközi Befektetési Zrt. pedig 49 százalékos befolyást szerzett a cégben (az államnak az Antenna Hungárián keresztül is van 13,9% közvetett befolyása). A vásárláshoz az Antenna Hungária a Magyar Fejlesztési Banktól vett fel 425 millió euró hitelt (kb. 170 milliárd forint), a tőkekövetelés 80 százalékának állami kezességvállalása mellett. Ez volt a legnagyobb vállalatfelvásárlás Magyarországon a rendszerváltás óta.
2023 januárjában a 4iG-hez tartozó Antenna Hungária 51, az állami Corvinus Nemzetközi Befektetési Zrt. 49 százalékos tulajdonrésszel kivásárolta az anyacégtől. Az állam tulajdonhányadát még 2023-ban 49%-ról 29,5%-ra csökkentette, így a 4iG 2023-ban a vállalat tulajdonhányadának 70,5%-ával, míg az állam 29,5%-ával rendelkezett a Yettel Magyarország részvényeivel kapcsolatos cserét követően.
2023. március 20-án az Antenna Hungária (4iG Csoport) és a Corvinus Nemzetközi Befektetési Zrt. (Magyar Állam) között részvénycsere történt, melynek keretében az Antenna Hungária eladta a 25%-os részesedését a Yettelben a Corvinus Nemzetközi Befektetési Zrt.-nek, azért cserébe, hogy 70,5%-osra növelje részesedését a Vodafone Magyarországban.
2024 őszén a cég vezérigazgatója a One márka név bevezetésével kapcsolatban elmondta, hogy azt valamikor 2025-ben fogják megtenni, és nemcsak a Vodafone-nál változik a név, de a 4iG alá tartozó teljes távközlési hálózatában érintett cégeknél is. Később bejelentették, hogy a névváltásra január elsejével kerül sor, One Magyarország Zrt. néven működik majd tovább, míg a hálózatüzemeltetési üzletág a V-Hálózat Távközlési Zrt.  nevet kapja.
2024. decemberében a Vodafone bejelentette, hogy 2025. január 1-től bevezetésre kerül az új, One márkanév, amivel együtt a Digi és a Mindig TV Prémium márkanév is megszűnik.
2025. május 16-án egy többlépcsős tranzakció eredményeként a Corvinus Nemzetközi Befektetési Zrt. 37,9 százalékos, míg a 4iG Nyrt. 62,1 százalékos közvetlen tulajdonrészt szerez a 4iG Távközlési Holdingban, amely egyedüli tulajdonosa lett a One Magyarország és a V-Hálózat cégeknek.

## Szponzoráció
2007 októberében a Vodafone szponzori szerződést kötött a Magyar Vízilabda-szövetséggel és Kásás Tamással. A Vodafone Magyarország lett a szövetség főszponzora, amikor 2009-ben újabb négy évvel meghosszabbították a szponzori szerződést.
2010-ben és 2011-ben a Vodafone Magyarország volt a Sziget Fesztivál főszponzora.
A Vodafone Csoport 2013-ban a korábban McLaren Mercedes néven futó Formula–1-es csapat főszponzora volt. A Vodafone 2010-ben nyitotta meg Budapesten Európa első Vodafone McLaren Mercedes üzletét. Ugyanebben az évben a Vodafone lehetővé tette azt is, hogy a 2010-es Magyar Nagydíj alatt a Pick Szeged logója megjelenjen a McLaren Formula–1-es autóin. 2012. május 1-jén a Vodafone Budapest utcáira hozta a Formula–1-et. A Vodafone 2012. május 1-jén Budapest utcáira hozta a Formula–1-et. Jenson Button a Vodafone Magyarország "Raise your game" hétvége keretében mutatta meg, milyen az, amikor 172 km/h sebességgel hajt a belvárosi sugárúton.

## Kritikák
2002 júliusában a Vodafone átalánydíjas GPRS internet ajánlatot hirdetett, amely korlátlan internet-hozzáférést biztosított ügyfelei számára. 2003-ban a Vodafone megváltoztatta a szolgáltatás feltételeit és forgalomkorlátozást vezetett be, ami miatt sok ügyfél panaszkodott a szabályozó hatóságoknál.
A cég 2007-ben új, átalánydíjas korlátlan internetszolgáltatást jelentett be a HSDPA hálózaton. A feltételek később módosultak, és a Vodafone sávszélesség-korlátozást vezetett be 5 GB/hó forgalom felett. A GVH, a magyarországi versenyszabályozó bírságot szabott ki a társaságra.
2010-ben a GVH megbírságolta a Vodafone-t és a T-Mobile-t. Mindkét vállalat azt állította, hogy az ország „leggyorsabb mobil adathálózatával” rendelkezik, észszerű bizonyíték nélkül.

## Arculata

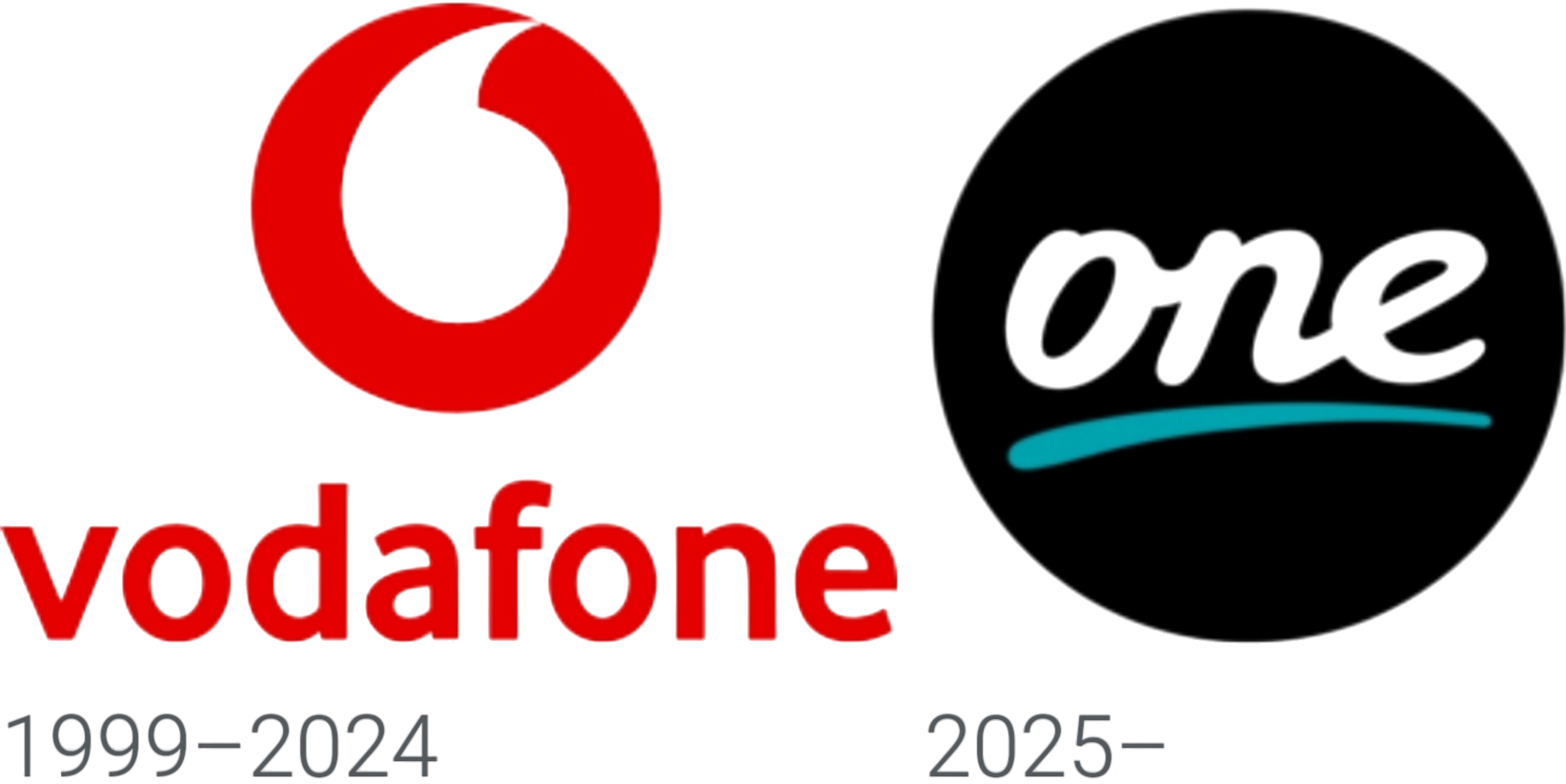

Érdekesség, hogy a mostani logó teljesen eltér az albán és montenegrói leányvállalatok által 2022 óta használt változattól.

## Fordítás
- Ez a szócikk részben vagy egészben  az   One Hungary című angol Wikipédia-szócikk fordításán alapul.  Az eredeti cikk szerkesztőit annak laptörténete sorolja fel. Ez a jelzés csupán a megfogalmazás eredetét és a szerzői jogokat jelzi, nem szolgál a cikkben szereplő információk forrásmegjelöléseként.